# Akcja w Lidzie
Akcja w Lidzie – akcja rozbicia niemieckiego więzienia w Lidzie przez oddział Armii Krajowej przeprowadzona 17–18 stycznia 1944 roku .

## Historia
Armia Krajowa w rejonie Grodzieńszczyzny została znacznie osłabiona jesienią 1943 roku. Niemcy, wykorzystując sieć donosicieli, dokonali aresztowania wielu żołnierzy podziemia. W więzieniu w Lidzie osadzono siedemdziesięciu z nich. Wśród aresztowanych znaleźli się: podporucznik Kazimierz Krzywicki „Wiesław”, zastępca komendanta „obwodu Lida Armii Krajowej (Bór)”, członkowie sztabu oraz podporucznik Komendy Głównej AK. Dowództwo AK podjęło decyzję o ich uwolnieniu. Z uwagi na to, że w Lidzie był silny garnizon niemiecki (szacowany na 10.000 żołnierzy), próbowano początkowo wykupić Polaków z więzienia oferując niemieckim strażnikom wysoką łapówkę. Te starania nie przyniosły sukcesu, dlatego też podjęto decyzję o przeprowadzeniu ataku zbrojnego. Na dowódcę akcji został wyznaczony ppor. Zenon Batorowicz „Zdzisław”, doświadczony żołnierz podziemia, adiutant komendanta Okręgu Nowogródek AK. Oddziałem szturmowym dowodził Alfred Fryze „Bez”, jego zastępcą był Tadeusz Bieńkowicz „Rączy”.
Dzięki pozyskaniu do współpracy jednego ze strażników, Stanisława Królaka, akowcy posiedli wiedzę o rozmieszczeniu pomieszczeń oraz trybie służby wartowników. Doświadczenia wcześniej przeprowadzonych akcji, np. rozbicia więzienia w Pińsku, wskazywały, że akcja musi zostać przeprowadzona błyskawicznie i z minimalnym wykorzystaniem broni palnej. Opracowano szczegółowy plan ataku, który pozwalał uzyskać zaskoczenie przeciwnika i uniknąć interwencji oddziałów niemieckich stacjonujących wokół więzienia. Żołnierze AK dysponowali imienną listą 50 aresztowanych Polaków, znali numery cel, w których ich przetrzymywano oraz mieli do nich dorobione klucze. Niemcy w międzyczasie wycofali polski personel z terenu więzienia, ale Polakom udało się pozyskać do współpracy Białorusina o nazwisku Kruczko. 17 stycznia 1944 roku do Lidy dotarli żołnierze podziemia, którzy mieli stworzyć grupę szturmową. Grupa ta składała się z dziesięciu żołnierzy, w tym trzech z konspiracji lidzkiej, a siedmiu z II batalionu 77 pułku piechoty AK. Dwaj z nich, Alfred Fryze i Tadeusz Bieńkowicz, założyli mundury niemieckie, pozostali przebrali się w uniformy białoruskiej policji.
Przed atakiem postanowiono się posłużyć podstępem – za przekazanie paczki jednemu z więźniów strażnicy otrzymali łapówkę złożoną z piwa i żywności. W piwie znajdował się silny środek nasenny, który miał uśpić strażników na ok. trzy godziny. Ok. godziny 23:00 pod bramę więzienia podeszli Fryze i Bieńkowicz. Ku ich zdziwieniu strażnicy nie zdradzali oznak senności. Polacy zdecydowali się kontynuować akcję. Wykorzystując fakt, że byli ubrani w niemieckie mundury podchodzili do strażników i kolejno ich obezwładniali. Umożliwiło to wejście na teren więzienia pozostałym członkom grupy, którzy doprowadzili do całkowitego opanowania terenu. Żołnierze AK przystąpili do otwierania cel oraz rewidowania strażników i ustalania ich personaliów. Zidentyfikowano zastępcę komendanta więzienia Rosjanina Sorokina, który już wcześniej został skazany (za wyjątkowe bestialstwo) przez polski sąd podziemny na karę śmierci. Wyrok został wykonany.
Korzystając z posiadanych kopii kluczy otwarto cele z więzionymi żołnierzami AK, udało się uwolnić 70 osób. Część otrzymała zdobytą broń, sformowano z nich kolumnę marszową eskortowaną przez przebranych partyzantów, która następnie przeszła ulicami Lidy. Po drodze próbował ich zatrzymać niemiecki oficer, którego zlikwidowano. Po przejściu ulicami miasta i pokonaniu rzeczki Lidziei Polacy znaleźli się poza Lidą. Tu zostali przejęci przez IV batalion 77 pp AK dowodzony przez ppor. Czesława Zajączkowskiego „Ragnera”.
Niemcy o ataku dowiedzieli się kilka godzin po jej zakończeniu. Za brawurową akcję dowódca i zastępca otrzymali Krzyże Srebrne Virtuti Militari, pozostali członkowie oddziału zostali odznaczeni Krzyżami Walecznych i awansowani.